# Homalaena spatulata
Homalaena spatulata är en skalbaggsart som beskrevs av Ron Garth Ordish 1984. Homalaena spatulata ingår i släktet Homalaena och familjen vattenbrynsbaggar. Inga underarter finns listade i Catalogue of Life.